# Südostwall
Als Südostwall oder Reichsschutzstellung wurden jene Verteidigungsstellungen bezeichnet, welche das Oberkommando der Wehrmacht gegen Ende des Zweiten Weltkrieges an der Südostgrenze des Deutschen Reiches gegen die heranziehenden Verbände der sowjetischen Roten Armee planen beziehungsweise errichten ließ.

## Entwicklung

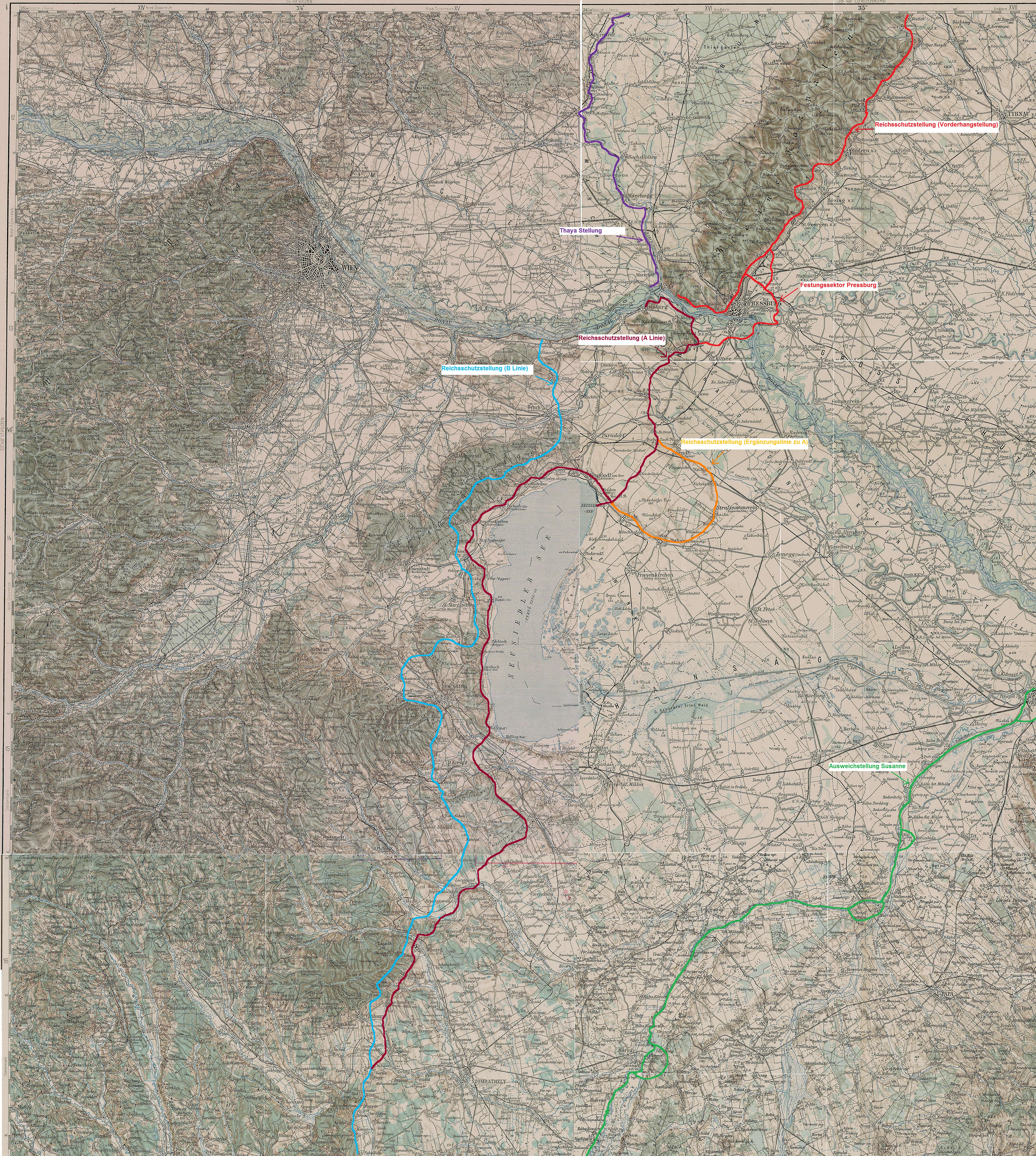
Ungefährer Verlauf des Stellungssystems an der Südostfront 1944/45

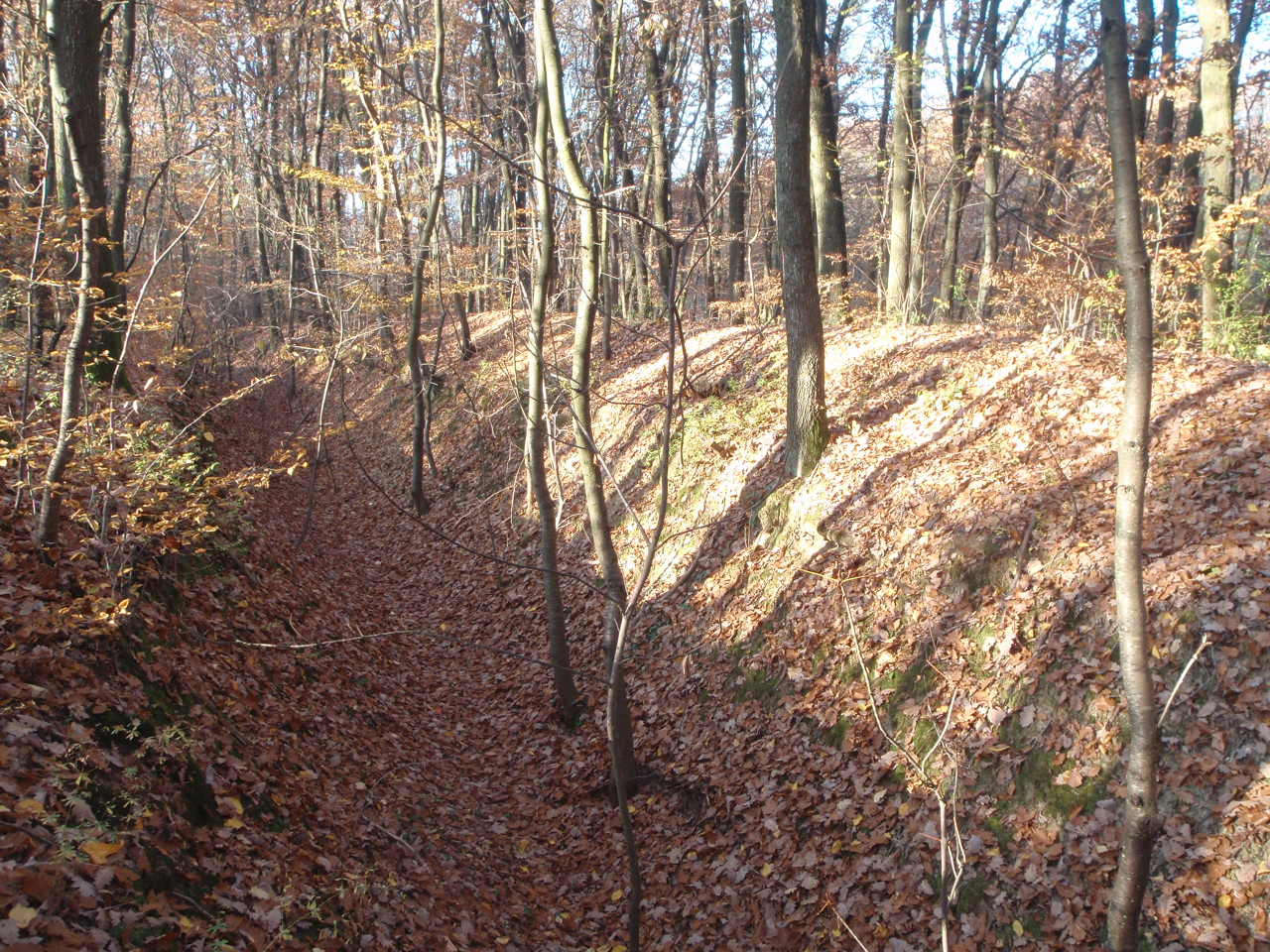
Südostwall heute in Westungarn: zwischen Güns und Horvátzsidány

Nachdem die Verteidigung in Ungarn immer schwieriger wurde, sollte ein Stellungssystem von den Weißen Karpaten bis an den Fluss Drau errichtet werden, um die Truppenverbände der Roten Armee aufzuhalten, falls diese die in der Slowakei und Ungarn vorgelagerte Susanne-Stellung durchbrach. Das gestaffelte Stellungssystem bestand aus einer A- und einer B-Verteidigungslinie. Es umfasste mit Hacken und Schaufeln ausgegrabene Panzergräben von jeweils meist vier Metern Breite und Tiefe sowie rückwärtige Granatwerferstellungen. Meist konnten die Stellungen nur mit Holz ausgebaut werden, da der notwendige Beton zu diesem Zeitpunkt nicht mehr ausreichend lieferbar war. Die Stellungen wurden meist an natürlichen Geländehindernissen (Anhöhen, Berge usw.) errichtet, um den Angriff sowjetischer Panzertruppen abzuwehren, da dies eine der wenigen noch verbliebenen Möglichkeiten darstellte, einen personal- und materialmäßig weit überlegenen militärischen Gegner mit den noch vorhandenen geringen Verteidigungskräften aufzuhalten. Der Gegner sollte aus dem Bewegungskrieg in einen Stellungskrieg in einem für ihn ungünstigen Gelände gezwungen werden.
Das Stellungssystem begann am Jablunkapass, führte über den Festungssektor von Sillein, dann längs des Flusses Waag bis südlich von Trentschin. Von dort folgte es dem Verlauf der Kleinen Karpaten bis zum Festungssektor von Pressburg.

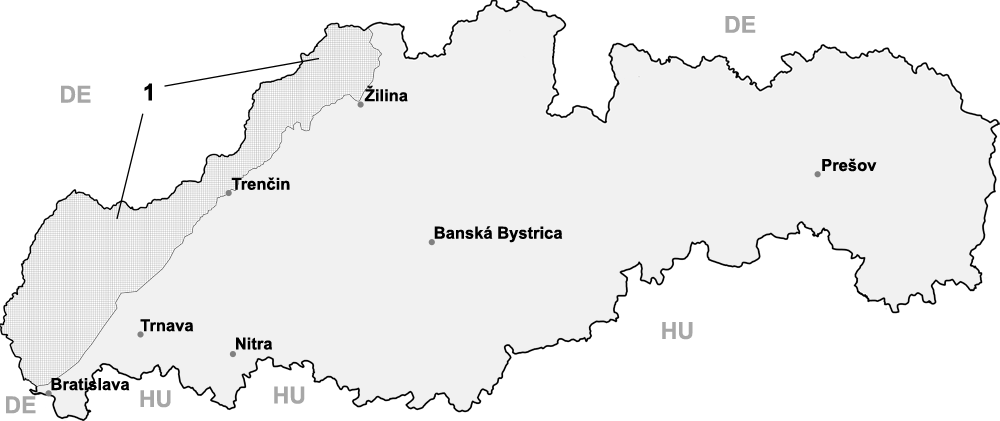
Die Slowakei 1940 mit markierter „Schutzzone“

Dieser slowakische Abschnitt des Südostwalls fußte auf einer bereits ab 1939 geplanten und teilweise verwirklichten deutschen Verteidigungslinie. Die Errichtung deutscher Militäranlagen entlang dieser Verteidigungslinie war bereits im Deutsch-Slowakischen Schutzzonenstatut im August 1939 vereinbart worden. Nach dem Ausbruch des Zweiten Weltkrieges Ende 1939 konnte jedoch nur ein geringer Teil der geplanten Militäranlagen tatsächlich errichtet werden. Im südlichen österreichischen Abschnitt mussten alle Verteidigungsstellungen völlig neu geplant und gebaut werden. Dieser Abschnitt beginnt bei Preßburg an der Donau und folgt dem Verlauf der Anhöhenlinie bis zum Neusiedler See. Diesem folgt sie auf den Anhöhen am Westufer des Sees bis südöstlich von Ödenburg.
Von hier zieht sich die Verteidigungslinie über die Anhöhen östlich von Güns bis ins Pinkatal, von dort zieht sie sich bis in den Bereich östlich von Radkersburg und folgt dann etwa dem Verlauf der Grenze der Untersteiermark (heute slowenisch/kroatische Grenze) bis zum Fluss Drau. Die Drau bildete den südlichen Endpunkt des Südostwalls.
Als Besetzung der Stellungen waren häufig Volkssturmbataillone vorgesehen, da nur ungenügend vollausgebildete und -ausgestattete Wehrmachtseinheiten zur Verfügung standen. Der Südostwall war aufgrund seines geringen Ausbauzustandes und seiner quantitativ und qualitativ geringen Besetzung mit Verteidigungskräften wirkungslos. Nach dem Sieg der Roten Armee in der Schlacht um Budapest im Februar 1945 konnte sie auch die nachfolgende deutsche Plattenseeoffensive abwehren. Es gelang ihr dann, den Südostwall zu erreichen und diesen im Rahmen der Vorbereitungen zur Schlacht um Wien an etlichen Stellen relativ zügig zu durchstoßen.
Da die Festungsabschnittskommandos entlang des Walls mit den Truppen des Feldheeres nur lose in Verbindung standen, blieben die ausgebauten Stellungen an zahlreichen, militärisch bedeutenden Abschnitten, wie z. B. im Raabtal und südlich davon, den Truppenführern unbekannt und wurden daher nicht besetzt. Im Pinkatal hingegen konnte der Südostwall den Vormarsch der Roten Armee zeitweilig aufhalten, in der Untersteiermark sogar fast bis zum Kriegsende.

## Baubedingungen

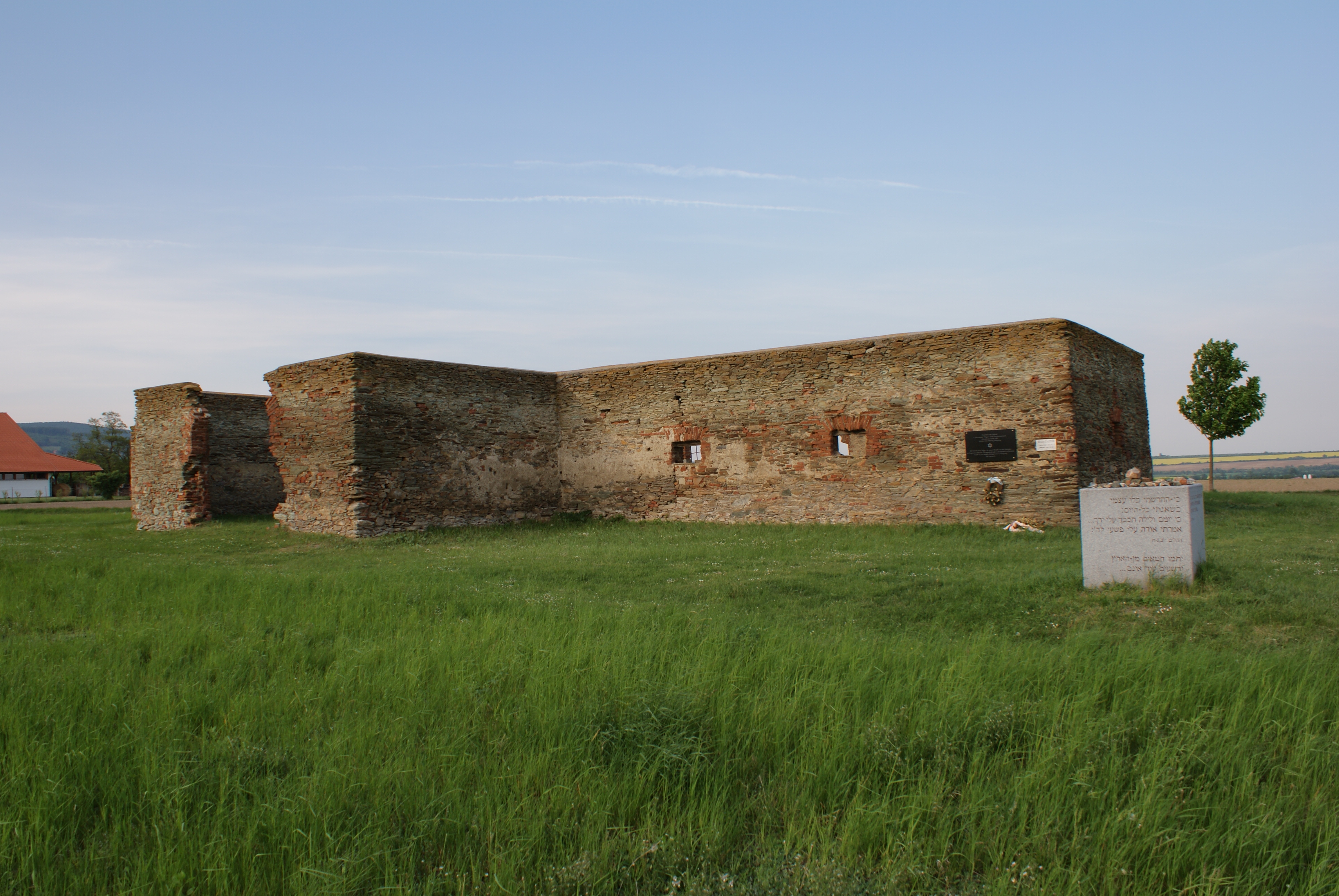
Mahnmal Kreuzstadl Rechnitz erinnert nicht nur an die in der Nähe ermordeten ungarisch-jüdischen Zwangsarbeiter, sondern steht auch stellvertretend für eine überregionale Gedenkkultur.

Insgesamt waren 300.000 Menschen am Bau des Walls beteiligt. Neben Angehörigen der Hitlerjugend, sogenannten Ostarbeitern und der ortsansässigen Bevölkerung wurden 30.000 ungarische Juden ab November 1944 als Zwangsarbeiter zur Errichtung des Südostwalls verpflichtet.  Unmenschliche Behandlung, Unterernährung und Seuchen führten zum Tod von 33.000 Arbeitern durch Krankheit, Erschöpfung oder Erschießung durch die Wachmannschaften. Arbeitsunfähig gewordene Menschen wurden oft gruppenweise erschossen, darunter war auch Antal Szerb. Für die Bevölkerung war das Zustecken von Nahrungsmitteln mit der Einstufung als Volksschädling und Zuchthausstrafen bedroht. Die Überlebenden mussten kurze Zeit später den Todesmarsch in das KZ Mauthausen antreten. 
Allein im Bezirk Oberwart wurden mehrere hundert jüdische Zwangsarbeiter bei den Massakern von Rechnitz und Deutsch Schützen erschossen.
Beim Massaker von Balf bei Sopron am 31. März 1945 wurden etwa 180 Häftlinge des Lagers Balf von einer SS Feldgendarmerieeinheit in einem Panzergraben am Rande des Dorfes erschossen.
Weniger in der Öffentlichkeit bekannt sind die Massaker von Jennersdorf und Krottendorf bei Neuhaus, denen auch mehr als 100 Personen zum Opfer fielen.

## Museale Rezeption

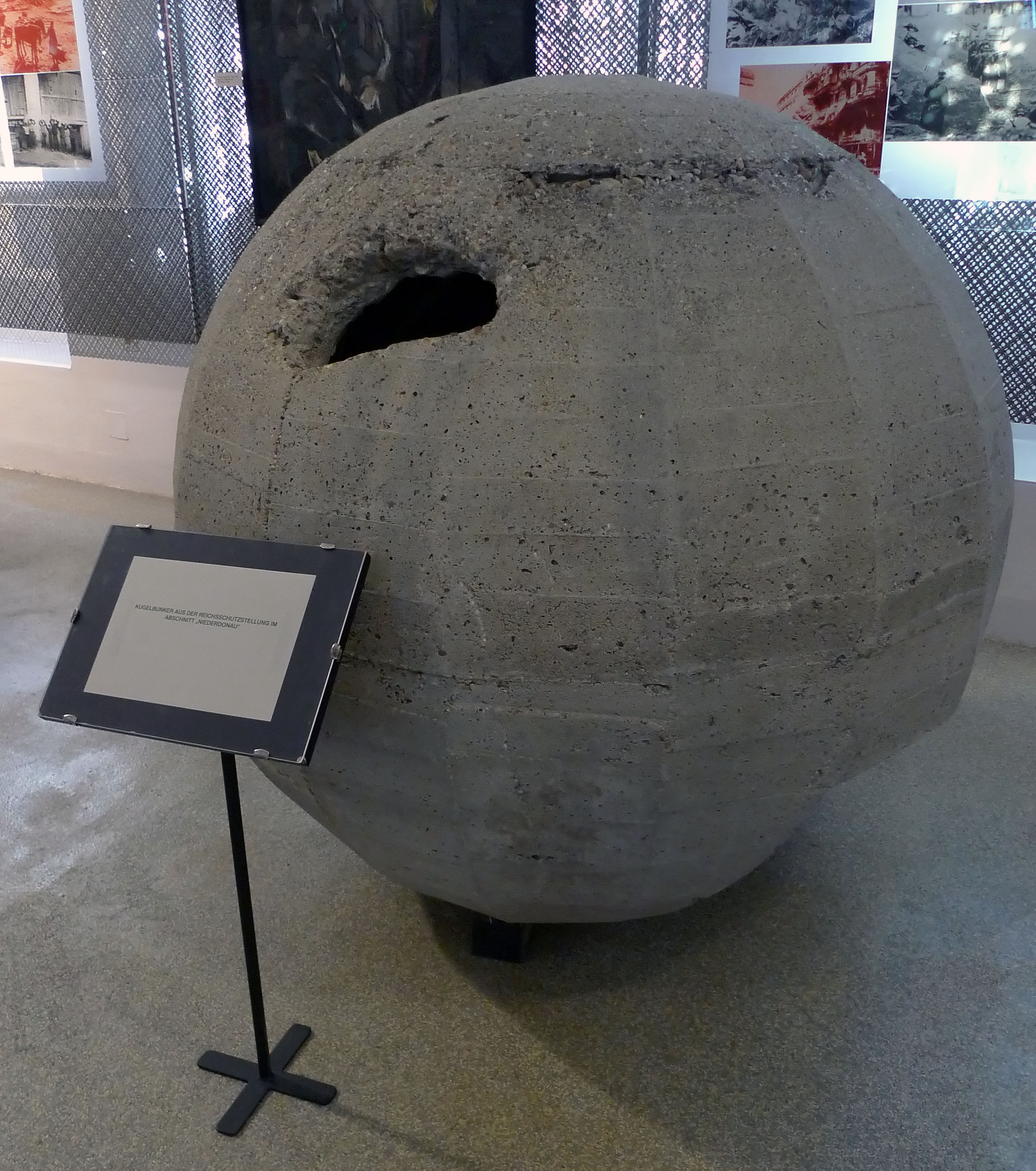
Kugelbunker im Heeresgeschichtlichen Museum Wien

Im Wiener Heeresgeschichtlichen Museum ist ein Kugelbunker aus dem Südostwall ausgestellt. Diese Bunker wurden in einem einfachen Betongussverfahren in großer Stückzahl hergestellt. Aufgrund des gegen Kriegsende herrschenden Rohstoffmangels wurde bei diesen Bunkern nur wenig Zement verwendet.